# Gussainville
Gussainville és un municipi francès situat al departament del Mosa i a la regió del Gran Est. L'any 2007 tenia 41 habitants.

## Demografia

### Població
El 2007 la població de fet de Gussainville era de 41 persones. Totes les 10 famílies que hi havia eren parelles amb fills.
La població ha evolucionat segons el següent gràfic:
Habitants censats

### Habitatges
Tots els 11 habitatges que hi havia el 2007 eren l'habitatge principal de la família. Tots els 11 habitatges eren cases. Tots els 11 habitatges principals que hi havia estaven ocupats pels seus propietaris; Tots els 11habitages tenien cinc cambres o més. 11 habitatges disposaven pel capbaix d'una plaça de pàrquing. A 5 habitatges hi havia un automòbil i a 6 n'hi havia dos o més.

### Piràmide de població
La piràmide de població per edats i sexe el 2009 era:
| Homes | Edats   | Dones |
| ----- | ------- | ----- |
| 0     | 95 o +  | 0     |
| 0     | 90 a 94 | 0     |
| 0     | 85 a 89 | 0     |
| 0     | 80 a 84 | 0     |
| 0     | 75 a 79 | 0     |
| 0     | 70 a 74 | 0     |
| 0     | 65 a 69 | 0     |
| 4     | 60 a 64 | 4     |
| 0     | 55 a 59 | 0     |
| 0     | 50 a 54 | 0     |
| 0     | 45 a 49 | 0     |
| 4     | 40 a 44 | 0     |
| 0     | 35 a 39 | 8     |
| 0     | 30 a 34 | 0     |
| 0     | 25 a 29 | 0     |
| 0     | 20 a 24 | 0     |
| 4     | 15 a 19 | 0     |
| 0     | 10 a 14 | 0     |
| 4     | 5 a 9   | 0     |
| 0     | 0 a 4   | 0     |

## Economia
El 2007 la població en edat de treballar era de 31 persones, 18 eren actives i 13 eren inactives. De les 18 persones actives 17 estaven ocupades (9 homes i 8 dones) i 1 aturada (1 dona i 1 dona). De les 13 persones inactives 4 estaven jubilades, 6 estaven estudiant i 3 estaven classificades com a «altres inactius».
Activitats econòmiques
L'únic establiment que hi havia el 2007 era d'una empresa de construcció.
L'únic servei als particulars que hi havia el 2009 era una lampisteria.

## Poblacions més properes
El següent diagrama mostra les poblacions més properes.